# Онси (село)
Онси (фр. Ancey) насеље је и општина у источном делу централне Француске у региону Бургоња, у департману Златна обала која припада префектури Дижон.
По подацима из 2011. године у општини је живело 388 становника, а густина насељености је износила 45,81 становника/km². Општина се простире на површини од 8,47 km². Налази се на средњој надморској висини од 280 метара (максималној 603 m, а минималној 285 m).

## Демографија
| 1962. | 1968. | 1975. | 1982. | 1990. | 1999. | 2011. |
| ----- | ----- | ----- | ----- | ----- | ----- | ----- |
| 242   | 244   | 217   | 254   | 297   | 345   | 388   |

График промене броја становника у току последњих година